# Ilha Tromelin
A ilha Tromelin, por vezes também chamada Île de Sable, é uma pequena ilha francesa no Oceano Índico, localizada a 15º 52' S e 54º 25' E, cerca de 700 km a norte da Reunião, e desabitada. O seu vizinho mais próximo é Madagáscar, a oeste, seguindo-se-lhe as ilhas Cargados Carajos, dependentes da Maurícia, a leste. A ilha faz parte do grupo insular designado por Mascarenhas e está localizada na bacia oceânica das Mascarenhas. A França e a Maurícia têm mantido negociações sobre um possível condomínio em Tromelin. Em 2010, os dois países chegaram a um acordo sobre a gestão conjunta da ilha, sem prejuízo sobre a reivindicação territorial da Maurícia sobre este território insular.

## História

Mapa das ilhas Esparsas

Conhecida desde o século XVI, Tromelin nunca teve ocupação efetiva. A 31 de julho de 1761 naufragou na ilha o navio negreiro Utile, carregado de escravos provenientes de Madagáscar a caminho da ilha Maurícia. Parte da tripulação salvou-se e abandonou a ilha numa embarcação construída com os salvados do navio. Transportou apenas os brancos que se salvaram. Os 60 escravos sobreviventes ficaram abandonados na ilha, de onde apenas 15 anos depois, a 29 de novembro de 1776, foram recuperados os 8 sobreviventes. O navio que os recuperou era a corveta Dauphine, do comandante Jacques Marie Boudin de Tromelin de La Nuguy, em honra de quem a ilha foi rebaptizada (antes era simplesmente conhecida por ilha Sable, isto é "Areia").
A ilha foi incorporada a partir de 1814 na possessão francesa da ilha Reunião. De 1960 a 2004 foi administrada pelo prefeito da Reunião (embora sob a tutela do Ministro do Ultramar de França).
A partir de 3 de Janeiro de 2005, a ilha Tromelin, considerada como domínio privado do Estado francês, é administrada, em nome da República Francesa, pelo administrador das Terras Austrais e Antárticas Francesas (TAAF - Terres Australes et Antarctiques Françaises) com sede em Saint Pierre, na Reunião.
Administrativamente a ilha está integrada nas chamadas "Îles Éparses" (Ilhas Esparsas) em conjunto com as ilhas sob administração  francesa do Canal de Moçambique (Bassas da Índia, Europa, as Gloriosas e João da Nova).
A sua pequena dimensão (aproximadamente 1,0 km², com um perímetro de praias que se alonga por apenas 3,7 km em torno da ilha) e o solo arenoso nunca permitiram uma efetiva ocupação humana. A altitude máxima é de 7 m acima do nível do mar.
Em 1954 foi construída uma pista de aterragem, não pavimentada, com 1050 m de comprido por 35 m de largura, e instalado equipamento de apoio (farol e radiobaliza).
A ilha é apenas visitada esporadicamente, nela residindo apenas o pessoal técnico de apoio à importante estação meteorológica ali instalada. O seu território é reserva natural, constituindo um santuário para reprodução de aves e tartarugas-verdes. A ilha está considerada como Área Importante para a Preservação de Aves pela BirdLife International.
A França reclama um mar territorial de 12 e uma zona económica exclusiva de 200 milhas náuticas en torno da ilha.
A soberania francesa sobre o território é disputada pela República da Maurícia que considera Tromelin como parte do seu território.